# Djurgårdens IF Fotboll 2013
Djurgårdens herrlag i fotboll tävlade under året i Allsvenskan och i Svenska cupen (säsongerna 2012/13 och 2013/14).
Säsongen  blev den sista säsongen med hemmamatcher på Stockholms Stadion för Djurgården, efter klubbens beslut under hösten 2011 att flytta hemmamatcherna till Stockholmsarenan (senare namnsponsrad som Tele2 Arena) från och med sommaren 2013.
I slutet av april 2013 lämnade managern Magnus Pehrsson sitt uppdrag med omedelbar verkan efter att ha upplevt hot. Samtidigt avgick ordförande Tommy Jacobson. Lars-Erik Sjöberg tog över som tillförordnad ordförande. Anders Grönhagen tog över som sportchef efter Magnus Pehrssons sportchefsansvar i managerrollen. I väntan på att en ny huvudtränare skulle presenteras fick de assisterande tränarna vikariera. I början av maj presenterade Anders Grönhagen norrmannen Per Mathias Høgmo som ny huvudtränare med kontrakt för resten av året.
I Svenska cupen 2012/13 gick Djurgården till final där det blev förlust efter straffar mot IFK Göteborg.
På försäsongen fastslogs det att Djurgårdens tröjsponsor skulle bli Djurgårdsandan.

## Truppen

### Ledare
| Nat     | Tränare                     | Position                         | Född              | I DIF sedan                                         | Kom från                   |
| ------- | --------------------------- | -------------------------------- | ----------------- | --------------------------------------------------- | -------------------------- |
| Norge   | Per Mathias Høgmo (sen maj) | Tränare                          | 1 december 1959   | 2013*                                               | Tromsø IL                  |
| Sverige | Magnus Pehrsson (lämnat)    | Manager                          | 28 mars 1978      | 2011 (och 1994-1996, 1999-2003 som spelare)         | Aalborg Boldspilklub       |
| England | Martin Foyston              | Assisterande tränare             | 22 september 1982 | 2013*                                               | Fulham FC                  |
| Sverige | Martin Sundgren (lämnat)    | Individuell/assisterande tränare | 26 mars 1977      | 2010                                                | IFK Lidingö                |
| Sverige | Kjell Frisk                 | Målvaktstränare                  | 27 april 1964     | 1999 (som målvaktstränare), 1990-1995 (som spelare) | Spårvägens IF(som spelare) |
| Sverige | Anders Johansson            | U21-tränare                      |                   | 2010                                                |                            |
| Sverige | Inge Lindström              | Lagledare                        | 13 juli 1946      | 2010                                                |                            |
| Spanien | Jordi González              | Fystränare                       | 28 maj 1979       | 2013                                                |                            |
| Sverige | Bengt Sparrelid             | Läkare                           | 15 december 1954  |                                                     |                            |
| Sverige | Christian Andersson         | Sjukgymnast                      |                   |                                                     |                            |
| Sverige | Stefan Tanda                | Sjukgymnast                      | 10 december 1970  | 2005                                                |                            |

### Spelare
| Nr | Nat       | Spelare                       | Position    | Född       | Längd  | Vikt  | I DIF sedan          | Kontrakt till | Kom från                | Moderklubb             |
| -- | --------- | ----------------------------- | ----------- | ---------- | ------ | ----- | -------------------- | ------------- | ----------------------- | ---------------------- |
| 12 | Norge     | Kenneth Høie                  | Målvakt     | 1979-09-11 | 189 cm | 90 kg | 2012*                | 2014-12-31    | IF Elfsborg             | FK Haugesund           |
| 23 | Sverige   | Hampus Nilsson                | Målvakt     | 1990-07-17 | 190 cm | 89 kg | 2013                 | 2014-12-31    | Helsingborgs IF         | IFK Osby               |
| 30 | Sverige   | Eric Dahlgren                 | Målvakt     | 1994-03-08 | 193 cm | 80 kg | 2013                 | 2014-12-31    | Djurgårdens IF Juniorer | IFK Lidingö            |
| 2  | Finland   | Joona Toivio (lämnat)         | Back        | 1988-03-10 | 186 cm | 81 kg | 2010                 | 2014-12-31    | AZ Alkmaar              | IF Sibbo-Vargarna      |
| 3  | Danmark   | Marc Pedersen (lämnat)        | Back        | 1989-07-31 | 183 cm | 87 kg | 2012                 | 2013-12-31    | Vejle BK                | Give Fremad            |
| 5  | Sverige   | Petter Gustafsson             | Back        | 1985-01-01 | 175 cm | 73 kg | 2009                 | 2013-12-31    | Skellefteå FF           | IFK Anderstorp         |
| 6  | Danmark   | Peter Nymann                  | Back        | 1982-08-22 | 181 cm | 74 kg | 2011*                | 2013-12-31    | Esbjerg fB              | Lilerød IF             |
| 13 | Sverige   | Emil Bergström                | Back        | 1993-05-19 | 187 cm | 85 kg | 2011                 | 2014-12-31    | Djurgårdens IF Juniorer | Spånga IS              |
| 14 | Sverige   | Mattias Östberg               | Back        | 1977-08-24 | 189 cm | 85 kg | 2012*                | 2013-12-31    | BK Häcken               | Östanbo IS             |
| 17 | Sverige   | Joel Riddez                   | Back        | 1980-05-21 | 181 cm | 78 kg | 2011 (och 1999-2001) | 2013-12-31    | Strømsgodset IF         | Spårvägens FF          |
| 24 | Sverige   | Daniel Jarl                   | Back        | 1992-04-13 | 197 cm | 90 kg | 2010*                | 2013-12-31    | Enköpings SK            | Håbo FF                |
| 26 | Sverige   | Jesper Arvidsson              | Back        | 1985-01-01 | 181 cm | 79 kg | 2013                 | 2016-12-31    | Åtvidabergs FF          | Götene IF              |
| 27 | Litauen   | Vytautas Andriuškevičius      | Back        | 1990-10-08 | 188 cm | 80 kg | 2013                 | 2015-12-31    | Lechia Gdánsk           | FBK Kaunas             |
| 36 | Sverige   | Philip Sparrdal Mantilla      | Back        | 1993-08-11 | 187 cm | 80 kg | 2011                 | 2014-12-31    | Djurgårdens IF Juniorer | Djurgårdens IF         |
| 4  | Ghana     | Yussif Chibsah                | Mittfältare | 1983-12-30 | 175 cm | 68 kg | 2012                 | 2014-12-31    | Gefle IF                | King Faisal FC         |
| 7  | Sverige   | Martin Broberg                | Mittfältare | 1990-11-24 | 184 cm | 79 kg | 2012                 | 2015-12-31    | Degerfors IF            | Karlskoga SK           |
| 8  | Sverige   | Andreas Johansson             | Mittfältare | 1978-07-05 | 181 cm | 81 kg | 2013 (och 2000-2004) | 2014-12-31    | Melleruds IF            | Odense BK              |
| 9  | Sverige   | Haris Radetinac               | Mittfältare | 1985-10-28 | 187 cm | 73 kg | 2013*                | 2016-12-31    | Mjällby AIF             | Novi Pazar             |
| 15 | USA       | Brian Span                    | Mittfältare | 1992-02-24 | 186 cm | 85 kg | 2012                 | 2013-12-31    | University of Virginia  | University of Virginia |
| 18 | Ghana     | Daniel Amartey                | Mittfältare | 1994-12-01 | 185 cm | 75 kg | 2013                 |               | Inter Allies FC         | Inter Allies FC        |
| 19 | Sverige   | Nahir Oyal (utlånad)          | Mittfältare | 1990-12-17 | 176 cm | 72 kg | 2012                 | 2015-12-31    | Syrianska FC            | Assyriska FF           |
| 20 | Sverige   | Simon Tibbling                | Mittfältare | 1994-09-07 | 171 cm | 71 kg | 2012                 | 2016-12-31    | Djurgårdens IF Juniorer | Grödinge SK            |
| 22 | Sverige   | Philip Hellquist (utlånad)    | Mittfältare | 1991-05-21 | 185 cm | 73 kg | 2008                 | 2014-12-31    | Djurgårdens IF Juniorer | Djurgårdens IF         |
| 25 | Sverige   | Sebastian Rajalakso (utlånad) | Mittfältare | 1988-09-23 | 186 cm | 81 kg | 2008                 | 2014-12-31    | Enköpings SK            | Fanna BK               |
| 32 | Sverige   | Tim Söderström                | Mittfältare | 1994-01-04 | 189 cm | 77 kg | 2011                 |               | Djurgårdens IF Juniorer | Djurö/Vindö IF         |
| 35 | Sverige   | Adam Kasa (utlånad)           | Mittfältare | 1993-02-22 | 184 cm | 73 kg | 2012                 | 2013-12-31    | Djurgårdens IF Juniorer | Högdalen AIS           |
| 9  | Argentina | Luis Solignac (lämnat)        | Anfallare   | 1991-02-16 | 184 cm | 75 kg | 2013                 | 2013-12-31    | Club Atlético Platense  | Club Atlético Platense |
| 10 | Sverige   | Erton Fejzullahu              | Anfallare   | 1988-04-09 | 180 cm | 83 kg | 2012*                | 2016-07-31    | NEC Nijmegen            | Högdals IS             |
| 11 | Sverige   | Amadou Jawo                   | Anfallare   | 1984-09-26 | 175 cm | 71 kg | 2013                 | 2013-12-31    | IF Elfsborg             | IK Frej                |
| 16 | Brasilien | Pablo Dyego Da Silva Rosa     | Anfallare   | 1994-03-08 | 174 cm | 66 kg | 2013                 | 2014-12-31    | Fluminense FC           | Fluminense FC          |
| 21 | Ghana     | Godsway Donyoh                | Anfallare   | 1994-10-14 | 179 cm | 71 kg | 2013                 | 2013-12-31    | Manchester City FC      | Right to Dream Academy |
| 28 | Schweiz   | Aleksandar Prijović           | Anfallare   | 1990-04-21 | 190 cm | 83 kg | 2013*                | 2015-12-31    | FC Sion                 | FC St. Gallen          |
| 38 | Sverige   | Trimi Makolli (utlånad)       | Anfallare   | 1992-01-02 | 177 cm | 75 kg | 2009                 | 2013-12-31    | Djurgårdens IF Juniorer | FC Independiente       |

## Allsvenskan
| Omgång | Datum        | Motståndare     | H/B | Resultat       | Målskyttar                                                          | Varningar                                   | Domare               | Publik | Arena                    | Position |
| ------ | ------------ | --------------- | --- | -------------- | ------------------------------------------------------------------- | ------------------------------------------- | -------------------- | ------ | ------------------------ | -------- |
| 1      | 31 mars      | Helsingborgs IF | B   | 0–3            |                                                                     | Fejzullahu 33', Arvidsson 45'               | Markus Strömbergsson | 11 201 | Olympa                   | 15       |
| 2      | 8 april      | Mjällby AIF     | H   | 0–3 (avbruten) |                                                                     |                                             | Tobias Mattsson      | 10 087 | Stockholms Stadion       | 16       |
| 3      | 14 april     | BK Häcken       | B   | 0–4            |                                                                     | Chibsah 7', Nymann 35', Fejzullahu 43'      | Michael Lerjéus      | 3 064  | Rambergsvallen           | 16       |
| 4      | 18 april     | Brommapojkarna  | H   | 1–1            | Jawo 26' (Fejzullahu)                                               | Nymann 41', Gustafsson 87'                  | Martin Strömbergsson | 6 798  | Stockholms Stadion       | 16       |
| 5      | 22 april     | IF Elfsborg     | B   | 0–2            |                                                                     | Arvidsson 52'                               | Stefan Johannesson   | 9 476  | Borås Arena              | 16       |
| 6      | 27 april     | Syrianska FC    | H   | 0–1            |                                                                     |                                             | Martin Hansson       | 7 383  | Stockholms Stadion       | 16       |
| 7      | 4 maj        | Åtvidabergs FF  | B   | 1–5            | Jawo 81'                                                            | Östberg 18', Johansson 57'                  | Andreas Ekberg       | 6 152  | Kopparvallen             | 16       |
| 8      | 12 maj       | Malmö FF        | H   | 3–2            | Johansson 10' (Nymann), Solignac 76', Östberg 88' (Johansson)       | Amartey 72' (rött)                          | Bojan Pandzic        | 7 492  | Stockholms Stadion       | 16       |
| 9      | 19 maj       | Halmstads BK    | H   | 1–0            | Fejzullahu 54' (Broberg)                                            | Broberg 62'                                 | Johan Hamlin         | 7 021  | Stockholms Stadion       | 16       |
| 10     | 22 maj       | AIK             | B   | 1–1            | Jawo 54' ( Andriuškevičius)                                         | Broberg 46', Johansson 84', Chibsah 90+5'   | Jonas Eriksson       | 35 311 | Friends Arena            | 16       |
| 11     | 30 maj       | Kalmar FF       | H   | 1–0            | Jawo 16' (Östberg)                                                  |                                             | Martin Strömbergsson | 7 208  | Stockholms Stadion       | 12       |
| 12     | 17 juni      | IFK Göteborg    | B   | 0–0            |                                                                     |                                             | Martin Hansson       | 11 305 | Gamla Ullevi             | 11       |
| 14     | 24 juni      | Gefle IF        | B   | 1–1            | Fejzullahu 65'                                                      | Amartey 6', Tibbling 90'                    | Bojan Pandzic        | 5 316  | Strömvallen              | 12       |
| 13     | 30 juni      | Östers IF       | H   | 2–0            | Jawo 21' (Nymann), Bergström 58' (Fejzullahu)                       |                                             | Martin Hansson       | 14 276 | Stockholms Stadion       | 10       |
| 16     | 14 juli      | Mjällby AIF     | B   | 0–2            |                                                                     | Amartey 25'                                 | Bojan Pandzic        | 5 611  | Strandvallen             | 11       |
| 17     | 21 juli      | IFK Norrköping  | H   | 1–2            | Johansson 13' (straff)                                              | Amartey 31', Johansson 38', Span 88'        | Stefan Johannesson   | 27 798 | Tele2 Arena              | 11       |
| 18     | 5 augusti    | Helsingborgs IF | H   | 2–1            | Donyoh 43' (Fejzullahu), Jawo 58'                                   | Andriuškevičius 38', Donyoh 43'             | Johan Hamlin         | 13 251 | Tele2 Arena              | 10       |
| 19     | 10 augusti   | Brommapojkarna  | B   | 0–3            |                                                                     |                                             | Jonas Eriksson       | 7 822  | Tele2 Arena              | 10       |
| 20     | 18 augusti   | BK Häcken       | H   | 1–1            | Donyoh 10'                                                          |                                             | Michael Lerjéus      | 10 548 | Tele2 Arena              | 11       |
| 15     | 22 augusti   | IFK Norrköping  | B   | 3–2            | Prijović (3) 3', 18' (Donyoh), 36'                                  | Chibsah 59'                                 | Markus Strömbergsson | 7 822  | Nya Parken               | 10       |
| 21     | 26 augusti   | Syrianska FC    | B   | 3–1            | Radetinac 71' (Prijović), Tibbling 82', Johansson 90' (straff)      | Broberg 12', Östberg 68', Prijović 72'      | Stefan Johannesson   | 4 309  | Södertälje Fotbollsarena | 10       |
| 22     | 1 september  | IF Elfsborg     | H   | 1–2            | Bergström 57' (Johansson)                                           | Andriuškevičius 32'                         | Bojan Pandzic        | 11 379 | Tele2 Arena              | 10       |
| 23     | 16 september | Malmö FF        | B   | 2–0            | Jawo (2) 5' (Prijović), 50'                                         | Radetinac 36', Bergström 45', Johansson 65' | Michael Lerjéus      | 15 751 | Swedbank Stadion         | 10       |
| 24     | 22 september | Åtvidabergs FF  | H   | 2-0            | Fejzullahu 26' (Broberg), Nymann 54' (Broberg)                      | Fejzullahu 20'                              | Martin Hansson       | 10 079 | Tele2 Arena              | 10       |
| 25     | 26 september | AIK             | H   | 2–2            | Johansson 6', Jawo 39' (Donoyh)                                     | Broberg 19', Johansson 90'                  | Stefan Johannesson   | 27 112 | Tele2 Arena              | 10       |
| 26     | 29 september | Halmstads BK    | B   | 4–1            | Fejzullahu (2) 6' (Arvidsson) 52' (Chibsah), Prijović 69', Jawo 85' | Radetinac 42', Johansson 86'                | Martin Hansson       | 3 183  | Örjans Vall              | 8        |
| 27     | 6 oktober    | IFK Göteborg    | H   | 2–1            | Broberg 50' (Chibsah), Jawo 90' (straff)                            | Radetinac 86'                               | Stefan Johannesson   | 11 815 | Tele2 Arena              | 7        |
| 28     | 21 oktober   | Kalmar FF       | B   | 2–1            | Fejzullahu 38', Prijović 53' (Andriuškevičius)                      | Chibsah 20', Andriuskevicius 35'            | Michael Lerjéus      | 4 011  | Guldfågeln Arena         | 7        |
| 29     | 27 oktober   | Gefle IF        | H   | 1–1            | Jawo 41'                                                            |                                             | Glenn Nyberg         | 14 885 | Tele2 Arena              | 7        |
| 30     | 3 november   | Östers IF       | B   | 1–1            | Fejzullahu 62' (Jawo)                                               |                                             | Andreas Ekberg       | 3 847  | Myresjöhus Arena         | 7        |

## Svenska cupen
| Omgång      | Datum           | Motståndare         | H/B | Resultat       | Målskyttar | Varningar                                            | Domare               | Publik | Arena              |
| ----------- | --------------- | ------------------- | --- | -------------- | --- | ---------------------------------------------------- | -------------------- | ------ | ------------------ |
| 2           | 20 augusti 2012 | Dalstorps IF        | B   | 5–1            | Fejzullahu (2) 24' (Nymann), 45' (Hämäläinen), Hämäläinen (2) 37' (Tibbling), 75' (Gustafsson), Nymann 77' (Keene) | Tibbling 54', Östberg 62', Sjölund 81'               | Michael Lerjéus      | 1 564  | Dalshov            |
| Gruppspel   | 3 mars 2013     | Umeå FC             | H   | 3–0            | Fejzullahu (3) 34' (straff), 60' (straff), 67'                                                                     | Östberg 60', Fejzullahu 65'                          | Markus Strömbergsson | 1 812  | Grimsta IP         |
| Gruppspel   | 10 mars 2013    | Jönköpings Södra IF | H   | 3–1            | Johansson 52' (Tibbling), Solignac 59' (Tibbling), Fejzullahu 78' (Oyal)                                           |                                                      | Mohammed Al-Hakim    | 967    | Grimsta IP         |
| Gruppspel   | 17 mars 2013    | Åtvidabergs FF      | B   | 1–1            | Oyal 52' | Amartey 22'                                          | Jonas Eriksson       | 1 453  | Kopparvallen       |
| Kvartsfinal | 4 april 2013    | IFK Norrköping      | B   | 0–0, 5-4 e str | Straffmålskyttar: Johansson, Fejzullahu, Tibbling, Oyal, Arvidsson                                                 | Chibsah 70', Fejzullahu 92', Oyal 103', Östberg 109' | Martin Strömbergsson | 2 306  | Nya Parken         |
| Semifinal   | 1 maj 2013      | Örgryte IS          | H   | 1–0            | Johansson 55' (Broberg)                                                                                            | Nymann 65'                                           | Martin Strömbergsson | 7 126  | Stockholms Stadion |
| Final       | 26 maj 2013     | IFK Göteborg        | H   | 1–1, 2-4 e str | Amartey 52'. Straffmålskytt: Johansson                                                                             | Amartey 16', Östberg 90+1'                           | Stefan Johannesson   | 21 819 | Friends Arena      |

| Omgång | Datum                    | Motståndare    | H/B | Resultat | Målskyttar                                     | Varningar                       | Domare         | Publik | Arena         |
| ------ | ------------------------ | -------------- | --- | -------- | ---------------------------------------------- | ------------------------------- | -------------- | ------ | ------------- |
| 2      | Onsdag 11 september 2013 | Eskilsminne IF | B   | 2-0      | Jawo 65' (Arvidsson), Fejzullahu 78' (Broberg) | Nymann 70', Prijović 79' (rött) | Robert Daradic | 3 011  | Harlyckans IP |

## Statistik

### För spelåret 2013
| Spelare                   | Allsvenskan | Allsvenskan | Allsvenskan | Allsvenskan | Svenska cupen | Svenska cupen | Svenska cupen | Svenska cupen | Totalt | Totalt | Totalt | Totalt |
| Spelare                   | Ma          | Må          | As          | Po          | Ma            | Må            | As            | Po            | Ma     | Må     | As     | Po     |
| ------------------------- | ----------- | ----------- | ----------- | ----------- | ------------- | ------------- | ------------- | ------------- | ------ | ------ | ------ | ------ |
| Erton Fejzullahu          | 27          | 7           | 3           | 10          | 7             | 4             | 0             | 4             | 34     | 11     | 3      | 14     |
| Amadou Jawo               | 26          | 12          | 1           | 13          | 5             | 0             | 0             | 0             | 31     | 12     | 1      | 13     |
| Andreas Johansson         | 27          | 4           | 2           | 6           | 7             | 2             | 0             | 2             | 34     | 6      | 2      | 8      |
| Aleksandar Prijović       | 10          | 5           | 2           | 7           | 1             | 0             | 0             | 0             | 11     | 5      | 2      | 7      |
| Martin Broberg            | 24          | 1           | 3           | 4           | 3             | 0             | 1             | 1             | 27     | 1      | 4      | 5      |
| Godsway Donyoh            | 20          | 2           | 2           | 4           | 3             | 0             | 0             | 0             | 23     | 2      | 2      | 4      |
| Simon Tibbling            | 28          | 1           | 0           | 1           | 4             | 0             | 2             | 2             | 32     | 1      | 2      | 3      |
| Peter Nymann              | 29          | 1           | 2           | 3           | 7             | 0             | 0             | 0             | 36     | 1      | 2      | 3      |
| Luis Solignac             | 14          | 1           | 0           | 1           | 5             | 1             | 0             | 1             | 19     | 2      | 0      | 2      |
| Emil Bergström            | 29          | 2           | 0           | 2           | 6             | 0             | 0             | 0             | 35     | 2      | 0      | 2      |
| Nahir Oyal                | 5           | 0           | 0           | 0           | 5             | 1             | 1             | 2             | 10     | 1      | 1      | 2      |
| Mattias Östberg           | 19          | 1           | 1           | 2           | 6             | 0             | 0             | 0             | 25     | 1      | 1      | 2      |
| Daniel Amartey            | 23          | 0           | 1           | 1           | 6             | 1             | 0             | 1             | 29     | 1      | 1      | 2      |
| Vytautas Andriuškevičius  | 16          | 0           | 2           | 2           | 1             | 0             | 0             | 0             | 17     | 0      | 2      | 2      |
| Yussif Chibsah            | 24          | 0           | 2           | 2           | 7             | 0             | 0             | 0             | 31     | 0      | 2      | 2      |
| Haris Radetinac           | 10          | 1           | 0           | 1           | 1             | 0             | 0             | 0             | 11     | 1      | 0      | 1      |
| Jesper Arvidsson          | 15          | 0           | 1           | 1           | 7             | 0             | 0             | 0             | 22     | 0      | 1      | 1      |
| Kenneth Høie              | 30          | 0           | 0           | 0           | 6             | 0             | 0             | 0             | 36     | 0      | 0      | 0      |
| Petter Gustafsson         | 16          | 0           | 0           | 0           | 0             | 0             | 0             | 0             | 16     | 0      | 0      | 0      |
| Brian Span                | 5           | 0           | 0           | 0           | 5             | 0             | 0             | 0             | 10     | 0      | 0      | 0      |
| Marc Pedersen             | 7           | 0           | 0           | 0           | 2             | 0             | 0             | 0             | 9      | 0      | 0      | 0      |
| Philip Sparrdal Mantilla  | 2           | 0           | 0           | 0           | 1             | 0             | 0             | 0             | 3      | 0      | 0      | 0      |
| Tim Söderström            | 2           | 0           | 0           | 0           | 0             | 0             | 0             | 0             | 2      | 0      | 0      | 0      |
| Joel Riddez               | 2           | 0           | 0           | 0           | 0             | 0             | 0             | 0             | 2      | 0      | 0      | 0      |
| Pablo Dyego Da Silva Rosa | 1           | 0           | 0           | 0           | 0             | 0             | 0             | 0             | 1      | 0      | 0      | 0      |
| Hampus Nilsson            | 0           | 0           | 0           | 0           | 1             | 0             | 0             | 0             | 1      | 0      | 0      | 0      |
| Joona Toivio              | 0           | 0           | 0           | 0           | 1             | 0             | 0             | 0             | 1      | 0      | 0      | 0      |

### Allsvenskan

#### Varningar
1. Andreas Johansson, 6
2. Daniel Amartey, 4 (1 rött)
3. Martin Broberg, 4
4. Yussif Chibsah, 4
5. Erton Fejzullahu, 3
6. Haris Radetinac, 3
7. Vytautas Andriuškevičius, 3
8. Peter Nymann, 2
9. Mattias Östberg, 2
10. Jesper Arvidsson, 1
11. Petter Gustafsson, 1
12. Jesper Arvidsson, 1
13. Simon Tibbling, 1
14. Brian Span, 1
15. Godsway Donyoh, 1
16. Aleksandar Prijović, 1
17. Emil Bergström, 1

### Svenska cupen

#### Varningar
1. Mattias Östberg, 3
2. Erton Fejzullahu, 2
3. Daniel Amartey, 2
4. Aleksandar Prijović, 1 (1 rött)
5. Yussif Chibsah, 1
6. Nahir Oyal, 1
7. Peter Nymann, 1

## Truppförändringar
Efter Allsvenskan 2012 och inför/under säsongen 2013:

### Tröjnummerförändringar
| Namn            | Från | Till | Notering                                   |
| --------------- | ---- | ---- | ------------------------------------------ |
| Simon Tibbling  | 31   | 20   |                                            |
| Haris Radetinac | 22   | 9    | Bytte i augusti när Solignac blev utlånad. |

### Förlängda kontrakt
| Datum           | Nr | Namn                     | Position | Kommentar                                                       | Länk   |
| --------------- | -- | ------------------------ | -------- | --------------------------------------------------------------- | ------ |
| 31 oktober 2012 | 3  | Marc Pedersen            | Back     | 1-årskontrakt (tom 31 december 2013) med option på tre år till. | dif.se |
| 4 april 2013    | 36 | Philip Sparrdal Mantilla | Back     | 2-årskontrakt (tom 31 december 2014).                           | dif.se |

### Spelare/ledare in
| Datum            | Nr | Namn                      | Från                   | Kommentar                                               | Länk                      |
| ---------------- | -- | ------------------------- | ---------------------- | ------------------------------------------------------- | ------------------------- |
| 20 november2012  | 26 | Jesper Arvidsson          | Åtvidabergs FF         | 3-årskontrakt (tom 31 december 2016).                   | dif.se & atvidabergsff.se |
| 26 november 2012 | 9  | Luis Solignac             | Club Atlético Platense | Lån tom 31 december 2013 med köpoption.                 | dif.se                    |
| 26 november 2012 | 8  | Andreas Johansson         | Odense BK              | Bosman. 2-årskontrakt (tom 31 december 2024).           | dif.se                    |
| 20 januari 2013  | 18 | Daniel Amartey            | Inter Allies FC        | Kontrakt. Skaffade förköpsrätt i augusti 2011.          | dif.se                    |
| 30 januari 2013  | 21 | Godsway Donyoh            | Manchester City FC     | Lån tom 31 december 2013.                               | dif.se                    |
| 12 februari 2013 | 23 | Hampus Nilsson            | Helsingborgs IF        | Bosman. 2-årskontrakt (tom 31 december 2014).           | dif.se                    |
| 12 mars 2013     | 11 | Amadou Jawo               | IF Elfsborg            | Lån tom 31 december 2013.                               | dif.se                    |
| 27 mars 2013     | 16 | Pablo Dyego Da Silva Rosa | Fluminense FC          | Lån tom 31 december 2014.                               | dif.se                    |
| 3 april 2013     | 27 | Vytautas Andriuškevičius  | Lechia Gdansk          | Bosman-övergång. 3-årskontrakt (tom 31 december 2015).  | dif.se                    |
| 15 maj 2013      |    | Per Mathias Høgmo         | Tromsø IL              | Tar över som huvudtränare för resten av året.           | dif.se                    |
| 5 augusti 2013   |    | Martin Foyston            | Fulham FC              | Förstärker som assisterande tränare för resten av året. | dif.se                    |
| 9 augusti 2013   | 22 | Haris Radetinac           | Mjällby AIF            | Köp, 3,5-årskontrakt (tom 31 december 2016).            | dif.se                    |
| 11 augusti 2013  | 28 | Aleksandar Prijović       | FC Sion                | 2,5-årskontrakt (tom 31 december 2015).                 | dif.se                    |

### Spelare/ledare ut
| Datum            | Nr | Namn                | Till                   | Kommentar                                                                       | Länk                          |
| ---------------- | -- | ------------------- | ---------------------- | ------------------------------------------------------------------------------- | ----------------------------- |
| 5 november 2012  | 8  | James Keene         | IF Elfsborg            | Retur av lån.                                                                   | dif.se                        |
| 5 november 2012  | 11 | Daniel Sjölund      | Åtvidabergs FF         | Kontraktet gick ut.                                                             | dif.se                        |
| 7 november 2012  | 20 | Andreas Dahlén      | Åtvidabergs FF         | Kontraktet gick ut.                                                             | dif.se                        |
| 7 november 2012  | 27 | Kennedy Igboananike | AIK                    | Kontraktet gick ut.                                                             | dif.se                        |
| 23 januari 2013  | 35 | Tommi Vaiho         | Gais                   | Försäljning till "marknadsmässigt pris".                                        | dif.se                        |
| 29 januari 2013  | 21 | Kasper Jensen       | Vejle/Kolding          | Brutet kontrakt. Skrev på för nya klubben 28 februari 2013.                     | dif.se & vafo.dk              |
| 30 januari 2013  | 16 | Kasper Hämäläinen   | Lech Poznan            | Försäljning.                                                                    | dif.se                        |
| 28 februari 2013 | 22 | Philip Hellquist    | Assyriska FF           | Utlånad tom 31 december 2013.                                                   | dif.se                        |
| 13 mars 2013     | 2  | Joona Toivio        | Molde FK               | Försäljning till "marknadsmässigt pris".                                        | dif.se                        |
| 27 mars 2013     | 25 | Sebastian Rajalakso | Syrianska FC           | Utlånad tom 31 december 2013. Klausul: får ej spela mot Djurgården.             | dif.se                        |
| 26 april 2013    |    | Magnus Pehrsson     |                        | Avgår med omedelbar verkan.                                                     | dif.se                        |
| 22 juni 2013     |    | Martin Sundgren     |                        | Lämnar med omedelbar verkan.                                                    | dif.se                        |
| 4 juli 2013      | 3  | Marc Pedersen       | FC Fredericia          | Brutet kontrakt pga familjeskäl. Skrev på för nya klubben några veckor senare.  | dif.se & fotbolltransfers.com |
| 18 juli 2013     | 19 | Nahir Oyal          | Syrianska FC           | Utlånad tom 31 december 2013.                                                   | dif.se                        |
| 14 augusti 2013  | 9  | Luis Solignac       | IFK Mariehamn          | Utlånad tom 31 december 2013.                                                   | dif.se                        |
| 17 oktober 2013  | 9  | Luis Solignac       | IFK Mariehamn          | Kontraktet gick ut. Fortsatte vara utlånad till IFK Mariehamn över 2014.        | dif.se                        |
| 17 oktober 2013  | 15 | Brian Span          | FC Dallas              | Kontraktet gick ut. Skrev på för nya klubben 9 januari 2014.                    | dif.se                        |
| 17 oktober 2013  | 29 | Ike Fofanah         | Ham-Kam                | Kontraktet gick ut. Skrev på för nya klubben 26 mars 2014.                      | dif.se & hamkam.no            |
| 17 oktober 2013  |    | Trimi Makolli       | Valsta Syrianska IK    | Kontraktet gick ut. Skrev på ett 1-årskontrakt med nya klubben 10 mars 2014.    | dif.se & fotbolltransfers.com |
| 17 oktober 2013  |    | Sasa Matic          | Arameiska-Syrianska IF | Kontraktet gick ut. Skrev på ett 1-årskontrakt med nya klubben 3 mars 2014.     | dif.se & laget.se             |
| 17 oktober 2013  |    | Kristijan Cosic     | Arameiska-Syrianska IF | Kontraktet gick ut.                                                             | dif.se                        |
| 26 oktober 2013  | 5  | Petter Gustafsson   | Åtvidabergs FF         | Kontraktet gick ut. Skrev på ett 2-årskontrakt med nya klubben 4 december 2013. | dif.se & atvidabergsff.se     |
| 26 oktober 2013  | 17 | Joel Riddez         | IK Frej (som tränare)  | Kontraktet gick ut. Blev assisterande tränare i Frej.                           | dif.se & dif.se               |

## Klubben

### Tränarstab
- Tränare:  Magnus Pehrsson till och med 26 april,  Per-Mathias Högmo från och med 15 maj.
- Assisterande tränare:  Martin Sundgren till och med 22 juni,  Martin Foyston från och med 6 augusti.
- Målvaktstränare:  Kjell Frisk
- Fystränare:  Jordi Gonzalez

### Spelartröjor
- Tillverkare: Adidas
- Huvudsponsor: Djurgårdsandan
- Hemmatröja: Blårandig
- Bortatröja, primär: Mörkröd
- Bortatröja, reserv:
- Spelarnamn:  Ja

### Årsmötet 2013
- Datum: 7 mars 2013
- Plats: GIH
- Deltagare: 104
- Mötets ordförande: Per Darnell

Styrelsen för Djurgårdens IF Fotbollsförening ("DIF FF") och Djurgården Elitfotboll AB ("DEF AB") valdes enligt följande:
- Ordförande (omval 1 år): Tommy Jacobson
- Styrelseledamöter (omval 2 år): Lars-Erik Sjöberg och Gustaf Törngren
- Styrelseledamöter (omval 1 år): Ingvar "Putte" Carlsson
- Styrelseledamöter (nyval 2 år): Anders Grönhagen
- Styrelseledamöter (1 år kvar): Ellinor Persson och Johan Lindén
- Hedersledamot: Per Kotschack

Årets spelare 2012: Peter Nymann

### Övrig information
- Ordförande: Tommy Jacobson (sedan 11 november 2009) tom april 2013, därefter Lars-Erik Sjöberg
- Sportchef: Anders Grönhagen (från maj 2013)
- Huvudarena (vår 2013): Stadion (kapacitet: 14 417, planmått: 105 x 68 meter)[3][4]
- Huvudarena (höst 2013): Tele2 Arena